# Live at the Palace, Hollywood
Live at the Palace, Hollywood es un álbum en vivo de la cantante escocesa Sheena Easton. Fue publicado el 19 de agosto de 2022 a través de Cherry Pop, subsidiaria de Cherry Red Records.

## Producción e historial de lanzamiento
La cantante Sheena Easton y su mánager Deke Arlon se asociaron con el servicio de cable de pago HBO—entonces de apenas diez años—para grabar un concierto que luego sería editado en VHS y Laserdisc, Live at the Palace, Hollywood. El video doméstico fue dirigido por David G. Hillier.
Live at the Palace, Hollywood fue lanzado en video casero en diciembre de 1982. El concierto fue restaurado y relanzado completamente el 19 de agosto de 2022 a través de Cherry Pop, subsidiaria de Cherry Red Records.

## Recepción de la crítica
El crítico de Louder Than War, Paul Clarke, describió el álbum como “una grabación esencial de un artista a punto de explotar comercial y artísticamente”.
El crítico de The Second Disc, Joe Marchese, lo calificó como “un paquete elegante de principio a fin”.

## Lista de canciones
| N.º | Título                                              | Duración |  |
| 1.  | «Prisoner»                                          | 4:09     |  |
| 2.  | «Don't Send Flowers» (previously unreleased)        | 4:01     |  |
| 3.  | «Help Is on Its Way»                                | 3:12     |  |
| 4.  | «I Wouldn't Beg for Water»                          | 4:56     |  |
| 5.  | «Machinery» (previously unreleased)                 | 2:56     |  |
| 6.  | «Are You Man Enough»                                | 5:28     |  |
| 7.  | «Fooled Around and Fell in Love»                    | 4:02     |  |
| 8.  | «When He Shines»                                    | 4:07     |  |
| 9.  | «Modern Girl»                                       | 6:27     |  |
| 10. | «Madness Money And Music»                           | 5:11     |  |
| 11. | «Star» (previously unreleased)                      | 3:01     |  |
| 12. | «In the Winter»                                     | 3:15     |  |
| 13. | «Weekend in Paris»                                  | 3:51     |  |
| 14. | «Just Another Broken Heart» (previously unreleased) | 3:23     |  |
| 15. | «Take My Time» (previously unreleased)              | 2:46     |  |
| 16. | «Morning Train (9 to 5)»                            | 4:01     |  |
| 17. | «You Could Have Been With Me»                       | 4:38     |  |
| 18. | «Raised on Robbery»                                 | 2:50     |  |
| 19. | «Wind Beneath My Wings»                             | 4:05     |  |
| 20. | «For Your Eyes Only»                                | 4:26     |  |